# Dihydrolevoglucosenon
Dihydrolevoglucosenon ist ein bicyclisches, chirales, siebengliedriges heterocyclisches Cycloalkanon (Oxepanon), das als biobasiertes und vollständig bioabbaubares aprotisch-dipolares Lösungsmittel in vielen Anwendungen eine „grüne“ Alternative zu problematischen organischen Lösungsmitteln, wie z. B. Dimethylformamid (DMF), N-Methyl-2-pyrrolidon (NMP) oder Sulfolan bieten könnte.

## Darstellung
Aus ligninfreier Cellulose, Lignocellulose bzw. cellulosehaltiger minderwertiger Biomasse wie Holzabfällen oder Sägemehl, kann der Celluloseanteil durch säurekatalysierte Pyrolyse bei 300 °C über die Zwischenstufe Levoglucosan (LGA) in den ungesättigte Anhydrozucker Levoglucosenon (LGO) als Vorstufe von Dihydrolevoglucosenon (H2-LGO) gespalten werden. Die Ausbeuten an LGO betragen dabei etwas über 10 %; daneben entstehen erhebliche Mengen verkohlter bzw. teerartiger Rückstände, die als Brennstoffe verwendet werden können.
Beim Erhitzen von Cellulose in Tetrahydrofuran auf 210 °C in Gegenwart niedriger Konzentrationen von Schwefelsäure im Autoklaven wird in einer so genannten lösemittelassistierten Pyrolyse bis zu 51 % Levoglucosenon erhalten. Unter optimierten Bedingungen in Laboransätzen können Ausbeuten an Levoglucosenon bis zu 95 % erzielt werden.
Cellulosehaltige Abfälle aus Bioraffinerien liefern bereits unter Mikrowellenbestrahlung bei 180 °C für fünf Minuten 6 bis 8 % LGO neben den üblichen Zersetzungsprodukten, wie z. B. Hydroxymethylfurfural HMF, Ameisensäure, Formaldehyd, CO2 und Wasser.
Hydrierung des α,β-ungesättigten Ketons Levoglucosenon (LGO) an Platinmetall-Katalysatoren, wie z. B. Palladium auf Aluminiumoxid Pd/Al2O3, bei 40 °C führt selektiv zu Dihydrolevoglucosenon H2-LGO.
Bei höheren Temperaturen wird das gesättigte Keton H2-LGO zum sekundären Alkohol Levoglucosanol und weiter zu Tetrahydrofuran-2,5-dimethanol hydriert.

## Eigenschaften

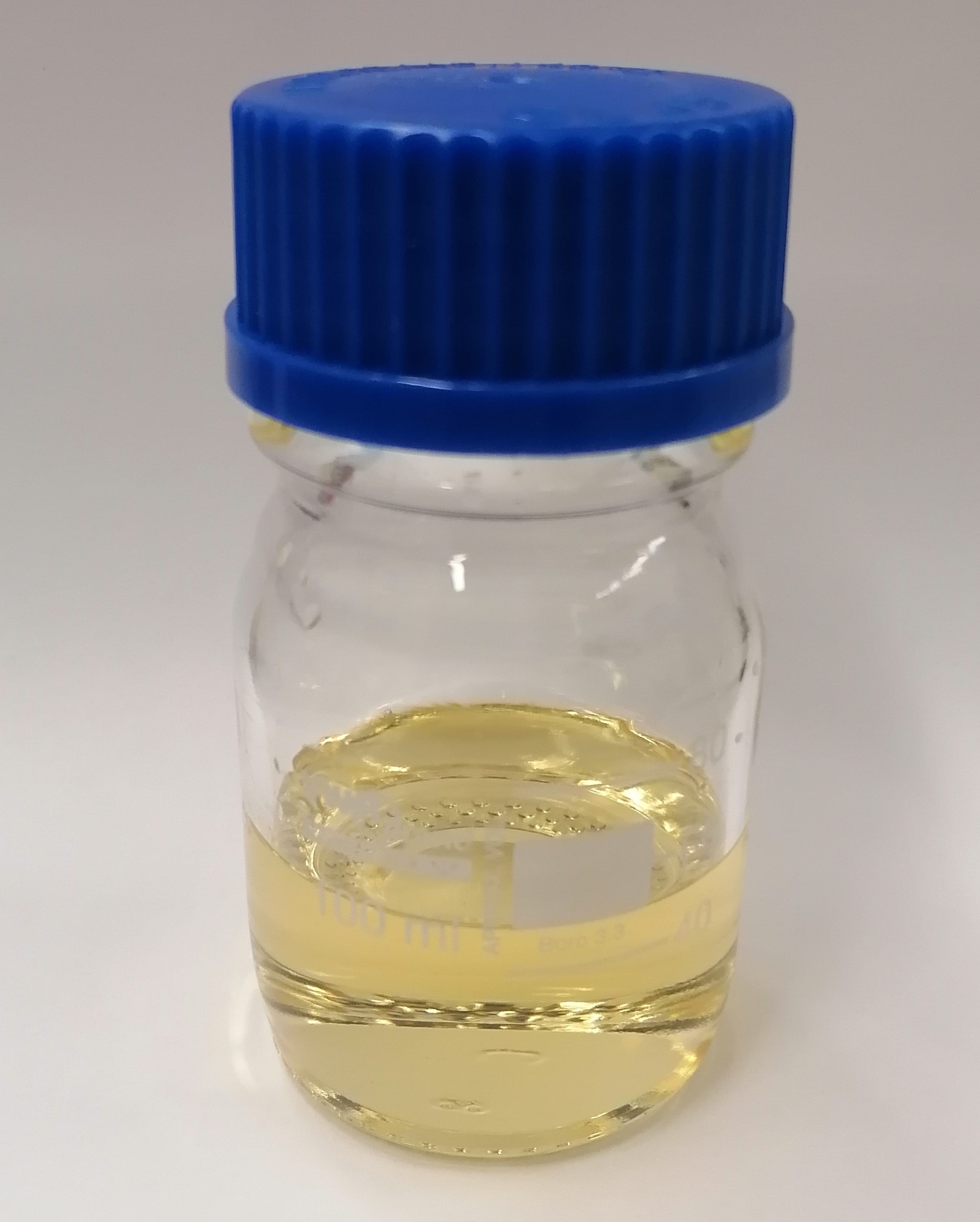
Dihydrolevoglucosenon (Cyrene)

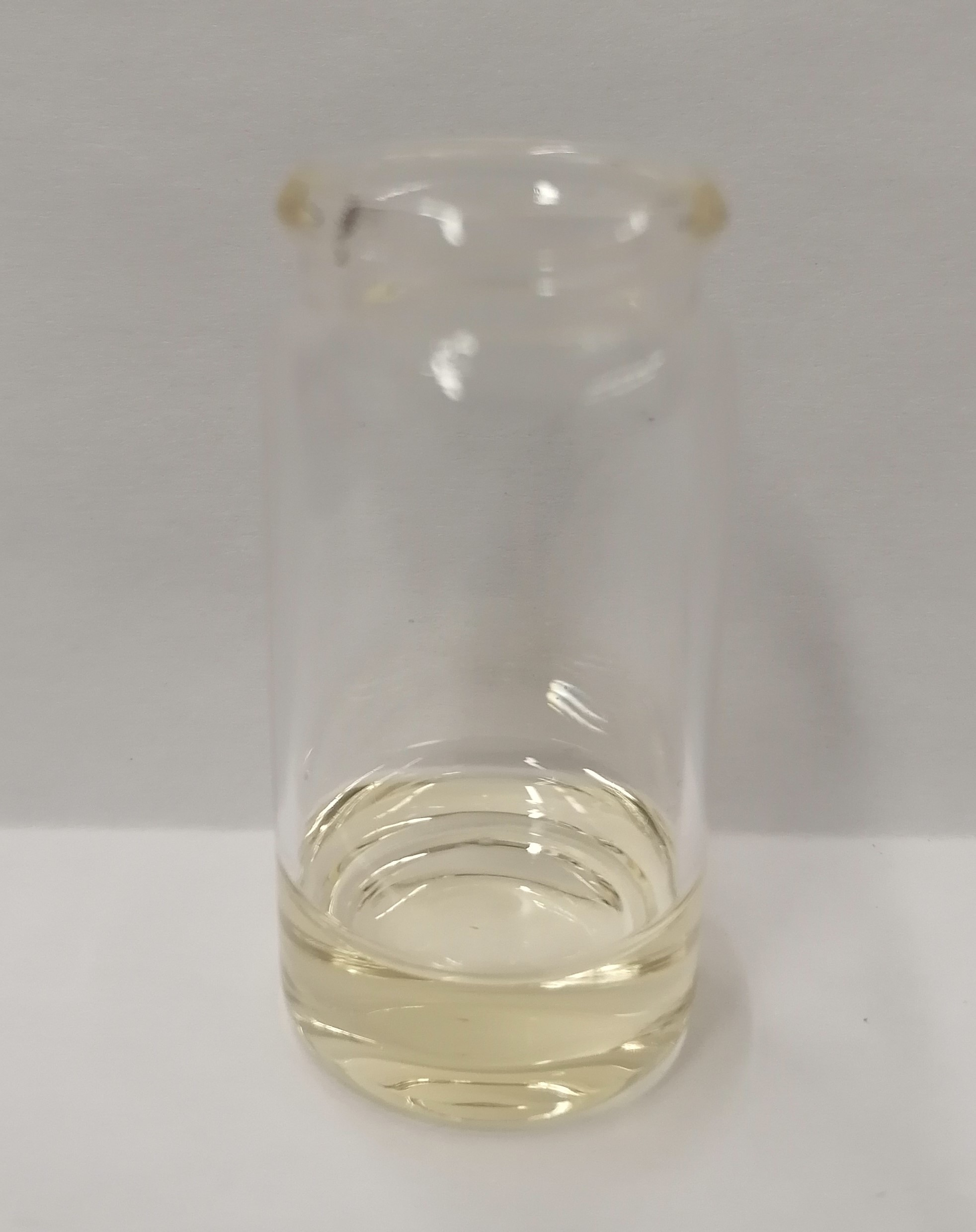
Dihydrolevoglucosenon (Cyrene)

Dihydrolevoglucosenon ist eine klare farblose bis hellgelbe Flüssigkeit mit vergleichsweise hoher dynamischer Viskosität von 14,5 cP
(zum Vergleich DMF: 0,92 cP bei 20 °C, NMP: 1,67 cP bei 25 °C) und mildem rauchig ketonartigem Geruch, die mit Wasser und vielen organischen Lösungsmitteln mischbar ist. Die Verbindung ist bei Temperaturen bis 140 °C und gegenüber schwachen Säuren und Basen stabil. Mit anorganischen Basen reagiert H2-LGO unter Aldolkondensation. Dihydrolevoglucosenon ist leicht bioabbaubar (99 % innerhalb von 14 Tagen), reagiert aber gegenüber Oxidationsmitteln wie wässriger 30%iger Wasserstoffperoxid-Lösung bereits bei Raumtemperatur heftig. Der hohe Siedepunkt von 227 °C ist für die Abtrennung und Aufarbeitung nachteilig.

## Anwendungen

### Dihydroglucosenon als Präkursor
Dihydrolevoglucosenon ist Ausgangsverbindung für eine Reihe von Folgeprodukten, die als biobasierte Molekülbausteine (engl. building blocks) für Wirkstoffe oder Monomere für Polykondensate von Interesse sind.
Bei der Oxidation von H2-LGO mit Persäuren, wie z. B. Peressigsäure in Essigsäure entsteht praktisch quantitativ optisch reines 5-Hydroxymethyldihydrofuranon [(S)-(+)-4-Hydroxymethyl-γ-butyrolacton], aus dem das früher als HIV-Medikament eingesetzte Zalcitabin (2'-3'-Didesoxycytidin, ddC) zugänglich ist.
In einem zweistufigen Hydrierprozess an Platinkatalysatoren zunächst bei 60 °C und anschließend bei 180 °C wird über mehrere Zwischenstufen hauptsächlich 1,6-Hexandiol erhalten, das als Diolkomponente in Polyestern und Polyurethanen oder als Ausgangsstoff für das Diamin 1,6-Diaminohexan Verwendung findet.
Bei gezielter Temperaturführung und Verwendung geeigneter Palladiumkatalysatoren kann durch Hydrogenolyse von Dihydroglucosenon über Levoglucosanol selektiv Tetrahydrofuran-2,5-dimethanol (THF-dimethanol) erhalten werden, das sich als bioabbaubares Lösungsmittel eignet und eine biobasierte Vorstufe für 1,6-Hexandiol (und 1,6-Diaminohexan) ist.

### Dihydroglucosenon als neuartiges polares Lösungsmittel
Herkömmliche, d. h. aus fossilen Rohstoffen hergestellte aprotisch dipolare Lösungsmittel, wie Dimethylformamid, Dimethylacetamid, N-Methyl-2-pyrrolidon (NMP), Dichlormethan, Acetonitril, Dimethylsulfoxid u. a. stehen wegen ihres Umweltprofils (schlechte Bioabbaubarkeit, Bildung von NOx bzw. SOx bei der Verbrennung), ihrer akuten und chronischen Toxizität und ihrer nachgewiesenen oder vermuteten Mutagenität unter zunehmender Kritik. Die Suche nach alternativen „grünen“ Lösungsmitteln aus nichtverwertbarer Biomasse oder preisgünstigen erneuerbaren Rohstoffen, die durch hocheffiziente Prozesse in hoher Ausbeute zugänglich sind und das Leistungsprofil konventioneller Lösungsmittel möglichst weitgehend erfüllen, hat weltweit in Industrie und Wissenschaft intensive Forschungsaktivitäten ausgelöst.
Ein aussichtsreicher Kandidat als „grünes“ aprotisch dipolares Lösungsmittel könnte Dihydrolevoglucosenon sein. In mehreren Standardreaktionen der Organischen Chemie, z. B. der Menschutkin-Reaktion, der Sonogashira-Kupplung, der Suzuki-Miyaura-Kupplung oder der Synthese organischer Harnstoffe zeigte Dihydrolevoglucosenon vergleichbare und z. T. bessere Eigenschaften als die Vergleichslösungsmittel.
Nach einer Verlautbarung der Unternehmensleitung der australischen Circa Group schnitt Dihydrolevoglucosenon in 35 % der seit 2015 durchgeführten Versuche schlechter, in 45 % vergleichbar und in 20 % besser ab als NMP und ähnliche Lösungsmittel. Das Unternehmen produziert Kleinmengen von Dihydrolevoglucosenon in einer gemeinsam mit dem norwegischen Unternehmen Norske Skog aufgebauten Pilotanlage mit einer Kapazität von 50 Jahrestonnen (FC5) unter der Marke CyreneTM in Tasmanien. In einem weiteren Schritt ist eine kommerzielle Produktion von 5000 Tonnen CyreneTM im Jahr auf der Basis von Sägemehl der tasmanischen Boyer Mil geplant.